# Murang'a County
Murang'a County is een county en voormalig Keniaans district. Het district telt 348.304 inwoners (1999) en heeft een bevolkingsdichtheid van 375 inw/km². Ongeveer 9,1% van de bevolking leeft onder de armoedegrens en ongeveer 30,0% heeft beschikking over elektriciteit.